# 이슈 노벨즈
이슈 노벨즈(Issue novels)는 대원씨아이의 라이트 노벨 브랜드 중 하나이다. 기존의 NT 노벨과는 달리, 이슈 만화와 연동되어, 약간은 다른 분위기에서 진행되고 있다. 이 쪽에서 분화된 여러 소설들이 비애 노벨즈로 이동되었다.

## 출판 목록

### 발행중
- 귀족탐정 에드워드 (1~7권)
- 마법사는 알바중 (1~14권)
- 스칼렛 크로스 (1~10권)
- 영국요이담 (1~20권, 외전 1권)
- 머스킷티어 루주 (1~9권)
- 세상에서 제일 시리즈 (2권)
- 신부와 악마 (1~6권)
- 소년신부 (1~10권)
- 시간의 왕국 (1~3권)
- 오페라 시리즈 (1~5권)
- 흔들리는 세계의 조율사 (1~2권)

### 완결
- 서쪽의 착한 마녀 (1~7권[완], 외전 1~3권)
- 일게네스 (상,하)
- 월하의 동사무소 (1~5권[완], 6권은 작가 개인지로 발매)